# McClary-Gletscher
Der McClary-Gletscher ist ein 16 km langer und 3 km breiter Gletscher an der Fallières-Küste des Grahamlands auf der Antarktischen Halbinsel. Er fließt in südwestlicher Richtung entlang der Nordflanke des Gebirgskamms Butson Ridge in die Calmette Bay zwischen Kap Calmette und den Debenham-Inseln.
Eine erste grobe Kartierung nahmen Teilnehmer der British Graham Land Expedition (1934–1937) unter der Leitung des australischen Polarforschers John Rymill vor. Weitere Vermessungen erfolgten zwischen 1946 und 1950 durch den Falkland Islands Dependencies Survey. Das UK Antarctic Place-Names Committee benannte ihn 1962 nach George B. McClary, dem Vater von Nelson C. McClary (1921–2001), Maat auf dem Forschungsschiff Port of Beaumont während der Ronne Antarctic Research Expedition (1947–1948).